# Amanda Kernell
Pour les articles homonymes, voir Kernel.
Amanda Kernell, née en 1986 à Umeå, est une réalisatrice et scénariste suédoise d'origine same du Sud.

## Biographie
Amanda Kernell est née d'une mère suédoise et d'un père d'origine same. Elle s'intéresse au cinéma à la suite de sa rencontre avec la réalisatrice suédoise Suzanne Osten à l'âge de 15 ans. En 2013, elle est diplômée de l'École nationale de cinéma du Danemark, à Copenhague. 

## Carrière professionnelle
Après avoir écrit et réalisé de nombreux courts métrages, la cinéaste signe son premier long métrage Sami Blood, projeté en avant-première au Festival du film de Venise en 2016. Elle est alors lauréate du prix de la meilleure réalisatrice pour un premier film. Cette coproduction entre la Suède, le Danemark et la Norvège a également remporté le Label Europa Cinemas du meilleur film européen.
Inspirée par l'histoire de sa grand-mère, Amanda Kernell s'attache à la discrimination à l'encontre de la communauté same dans la Suède des années 1930. À 14 ans, Elle-Marja, interprétée par Lene Cecilia Sparrok (le personnage âgé étant par ailleurs interprété par Maj-Doris Rimpi), décide de rompre les liens avec son patrimoine lapon pour devenir suédoise à part entière. Sami Blood plonge dans les origines de cette colère, en examinant avec une acuité anthropologique les différents abus dont sont victimes les indigènes sames depuis plusieurs décennies. 

## Filmographie
- 2007 : Våra discon (Court métrage)
- 2008 : Semestersystern (Court métrage)
- 2009 : Spel (Court métrage)
- 2009 : Att dela allt (Court métrage)
- 2010 : Det kommer aldrig att gå över (Court métrage)
- 2013 : The Association of Joy (Court métrage)
- 2014 : Paradiset (Court métrage)
- 2015 : Stoerre Vaerie (Court métrage)
- 2016 : Sami, une jeunesse en Laponie (Sameblod)
- 2017 : I Will Always Love You Kingen (Court métrage)
- 2020 : Charter

## Récompenses et distinctions
- 2013 : Prix du meilleur scénario pour un court métrage, Festival international du court-métrage d'Uppsala, Suède
- 2016 : Prix de la meilleure réalisatrice pour un premier film, Sami Blood, Mostra de Venise, Italie
- 2017 : Dragon award du meilleur film nordique, Sami Blood, Festival international du film de Göteborg, Suède